# Староец
Староец или книжовно Старовец (на македонска литературна норма: Староец) е село в Северна Македония, в община Кичево.

## География
Селото е разположено в Кичевската котловнина в северозападното подножие на планината Баба Сач на десния бряг на река Треска (Голема).

## История
Според „Кичево в миналото си и сега“ Староец е българско село, потурчено след XVI век.
В XIX век Староец е село в Кичевска каза на Османската империя. В „Етнография на вилаетите Адрианопол, Монастир и Салоника“, издадена в Константинопол в 1878 година и отразяваща статистиката на населението от 1873 година Старовец (Starovetz) е посочено като село с 3 домакинства с 14 жители българи.
Според статистиката на Васил Кънчов („Македония. Етнография и статистика“) към 1900 година в Староец живеят 36 българи-християни и 95 българи мохамедани.
На Етнографската карта на Битолския вилает на Картографския институт в София от 1901 година Староец е смесено село българи, помаци и албанци в Кичевската каза на Битолския санджак с 20 къщи.
Цялото село е под върховенството на Българската екзархия. По данни на секретаря на екзархията Димитър Мишев („La Macédoine et sa Population Chrétienne“) в 1905 година в Староец има 48 българи екзархисти.
След Междусъюзническата война в 1913 година селото попада в Сърбия.
На етническата си карта на Северозападна Македония в 1929 година Афанасий Селишчев отбелязва Старовец като българско село.
За време на Втората световна война селото попада в албанската окупационна зона. На 15 април 1943 година в Старовец албанци изнасилват Сарка Велкова Спасенова и я убиват заедно с баща и, а Христо Илиевски е пребит до смърт, защото има син студент в София.
Според преброяването от 2002 година селото има 195 жители – 194 македонци и 1 сърбин.
От 1996 до 2013 година селото е част от община Вранещица.
Църквата „Свети Йоан Кръстител“ е осветена на 12 септември 1999 година от митрополит Тимотей Дебърско-Кичевски.